# 城南舊事
《城南舊事》为臺灣作者林海音以自身经历为原型的自傳體小說，最初在1957年12月分兩期刊載於《自由中國》雜誌，1960年由台中光啟社首度結集出版，為林海音女士的成名作。全書以主題「離別」貫穿，結構嚴謹且層層遞進。

## 簡介
《城南舊事》描寫二十世纪二十年代，北京城南一座院里，住着英子溫暖的一家。小說充滿懷舊的基調，將其自身的情感，以一種樸實、簡單的手法細緻地表現出來。小說以〈冬陽・童年・駱駝隊〉為序章。之後每篇各設一至兩名主角，透過英子與各人的互動，以小孩的角度去觀看人間的悲歡離合。直到父親病逝，也就是最後一章〈爸爸的花兒落了〉，英子要開始負起照顧弟妹的責任，她的童年亦隨之結束，故事也同時在這淡淡的哀傷下落幕。此外，《城南舊事》中有三大篇都是描述女性故事的，分別是〈惠安館〉、〈蘭姨娘〉和〈驢打滾兒〉，都描寫了那時代不同女性的不幸遭遇。

### 篇章
- 〈惠安館〉（亦作〈惠安館傳奇〉）
- 〈我們看海去〉
- 〈蘭姨娘〉
- 〈驢打滾兒〉
- 〈爸爸的花兒落了，我也不再是小孩子〉
- 〈冬陽・童年・駱駝隊〉（出版後記，被視作全書的序章）[5]

### 版本
《城南舊事》最早由光啟出版社於1960年7月出版。再版後，林海音收回版權，從第三版起自印，由純文學出版社出版。
在臺灣、香港，都有多次出版紀錄，也翻譯成韓文、德文、日文等。